# Totalvägran

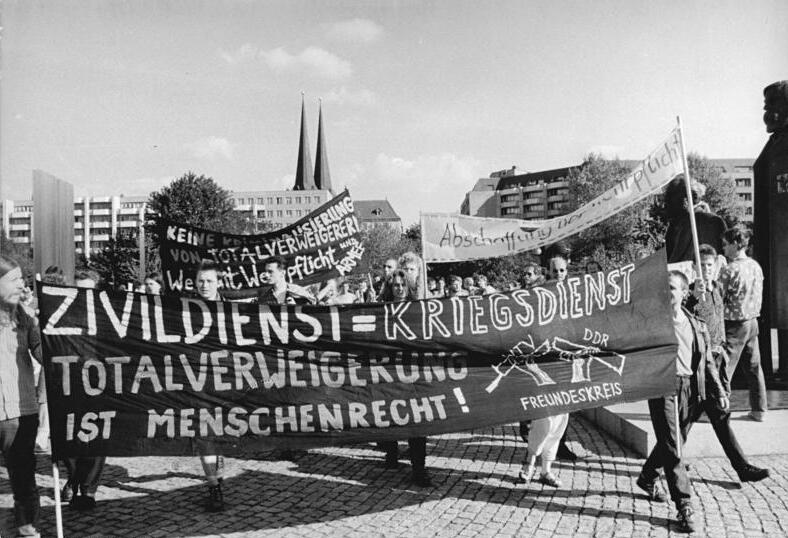
Demonstration i Östberlin 3 maj 1990 för värnpliktens avskaffande, och rätten till totalvägran.

Totalvägrare är en vapenvägrare som, utöver att vägra att ställa sig till vapenmaktens förfogande trots en uttrycklig order, även vägrar vapenfri tjänst som erbjuds av vapenmakten med hänvisning till ideologiska, politiska, filosofiska, moraliska, religiösa eller personliga övertygelser. En totalvägrare kan se sig som pacifist, förespråkare av icke-våld eller som antimilitarist.
Totalvägran innebär en vägran från all tjänstgöring inom värnpliktssystemet, inklusive civiltjänsten. En del totalvägrare protesterar mot hela värnpliktssystemet medan andra i första hand protesterar mot orättvisor inom civiltjänstssystemet. 
I Sverige började under 1970-talet allt större kritik riktas mot att värnplikts- och totalvägrare enligt lag kunde straffas och få böter eller fängelse, och 2009-2010 avskaffade Sverige den allmänna värnplikten i fredstid. Denna vilande värnplikt var dock kortvarig, och allmän värnplikt återinfördes från och med 1 juli 2017. Den som vägrar all tjänstgöring dömes till böter eller fängelse i högst ett år. Om vägran sker när förhöjd beredskap råder, dömes till fängelse i upp till fyra år.